# Carolina Morace
Carolina Morace (ur. 5 lutego 1964 w Wenecji) – włoska piłkarka, grająca na pozycji napastnika, trener piłkarski, prawniczka i polityk, deputowany do Parlamentu Europejskiego X kadencji.

## Życiorys

### Kariera piłkarska i trenerska
Wychowanka klubów Cà Bianca i Spinea. W 1978 rozpoczęła karierę piłkarską w ACF Belluno. Potem występowała w klubach ACF Verona Rit Jeans, S.S. Lazio Calcio Femminile, ACF Trani 80, Reggiana, ACF Milan 82, Torres CF, Aircargo Agliana i Verona Calcio Femminile. W 1996 przeniosła się do Modena Calcio Femminile, w którym zakończyła karierę piłkarską w 1998.
W 1978 zadebiutowała w reprezentacji Włoch, w której grała do 1997. Rozegrała 153 mecze, zdobywając 105 bramek. W 2014 jako pierwsza kobieta została wprowadzona do Hall of Fame del calcio italiano.
Od 1998 zajmowała się działalnością trenerską, zaczynając w S.S. Lazio Calcio Femminile. W 1999 została mianowana na stanowisko głównego trenera męskiej drużyny AS Viterbese Calcio. W 2000 stanęła na czele reprezentacji Włoch, z którą pracowała do 2005. Od 2009 do 2009 trenowała reprezentację Kanady. W 2016 podpisała kontrakt z reprezentacją Trynidadu i Tobago. Później trenowała drużyny AC Milan Women i S.S. Lazio Women 2015, a od 2023 London City Lionesses.

### Wykształcenie, działalność zawodowa i publiczna
Ukończyła szkołę średnia w Trani oraz studia prawnicze na Uniwersytecie Rzymskim „La Sapienza”. W 1998 podjęła praktykę prawniczą, uzyskała uprawnienia adwokata. Udzielała się także jako komentatorka telewizyjna.
W 2024 otrzymała pierwsze miejsce na liście Ruchu Pięciu Gwiazd w wyborach europejskich w jednym z okręgów. W wyniku głosowania z czerwca tegoż roku uzyskała mandat posłanki do Europarlamentu X kadencji.

## Sukcesy sportowe

### Zawodnicze
Reprezentacja Włoch
- finalistka mistrzostw Europy: 1993, 1997

Klubowe
- mistrzyni Włoch: 1984, 1986, 1987, 1988, 1990, 1991, 1992, 1994, 1995, 1996, 1997, 1998
- zdobywczyni Pucharu Włoch: 1985, 1987
- zdobywczyni Superpucharu Włoch: 1997

Indywidualne
- królowa strzelców: 1985 (27 goli), 1988 (40 goli), 1989 (26 goli), 1990 (38 goli), 1991 (29 goli), 1992 (31 goli), 1993 (33 goli), 1994 (33 goli), 1995 (31 goli), 1996 (39 goli), 1997 (47 goli), 1998 (41 goli)
- UEFA Golden Player: 1997

### Trenerskie
Reprezentacja Kanady
- zdobywczyni Złotego Pucharu CONCACAF kobiet: 2010

## Życie prywatne
Jest lesbijką, zawarła związek małżeński z australijską piłkarką Nicolą Williams.